# Alopecosa psammophila
Alopecosa psammophila este o specie de păianjeni din genul Alopecosa, familia Lycosidae, descrisă de Jan Buchar în anul 2001. Conform Catalogue of Life specia Alopecosa psammophila nu are subspecii cunoscute.